# Southwestern Ontario
Southwestern Ontario är en del av den kanadensiska provinsen Ontario.   Den ligger i den sydöstra delen av landet, väster om Toronto.